# Foliação (petrologia)

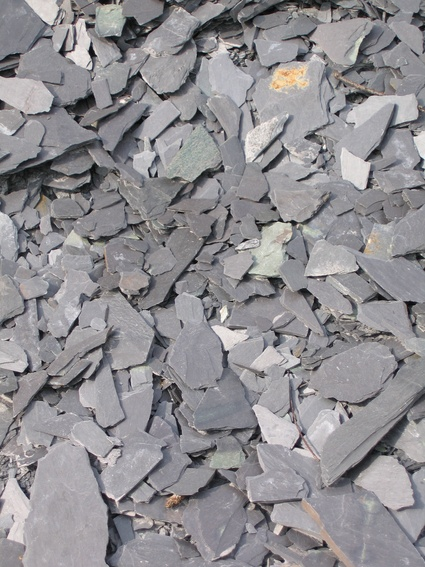
Exemplo de foliação planar em ardósia.

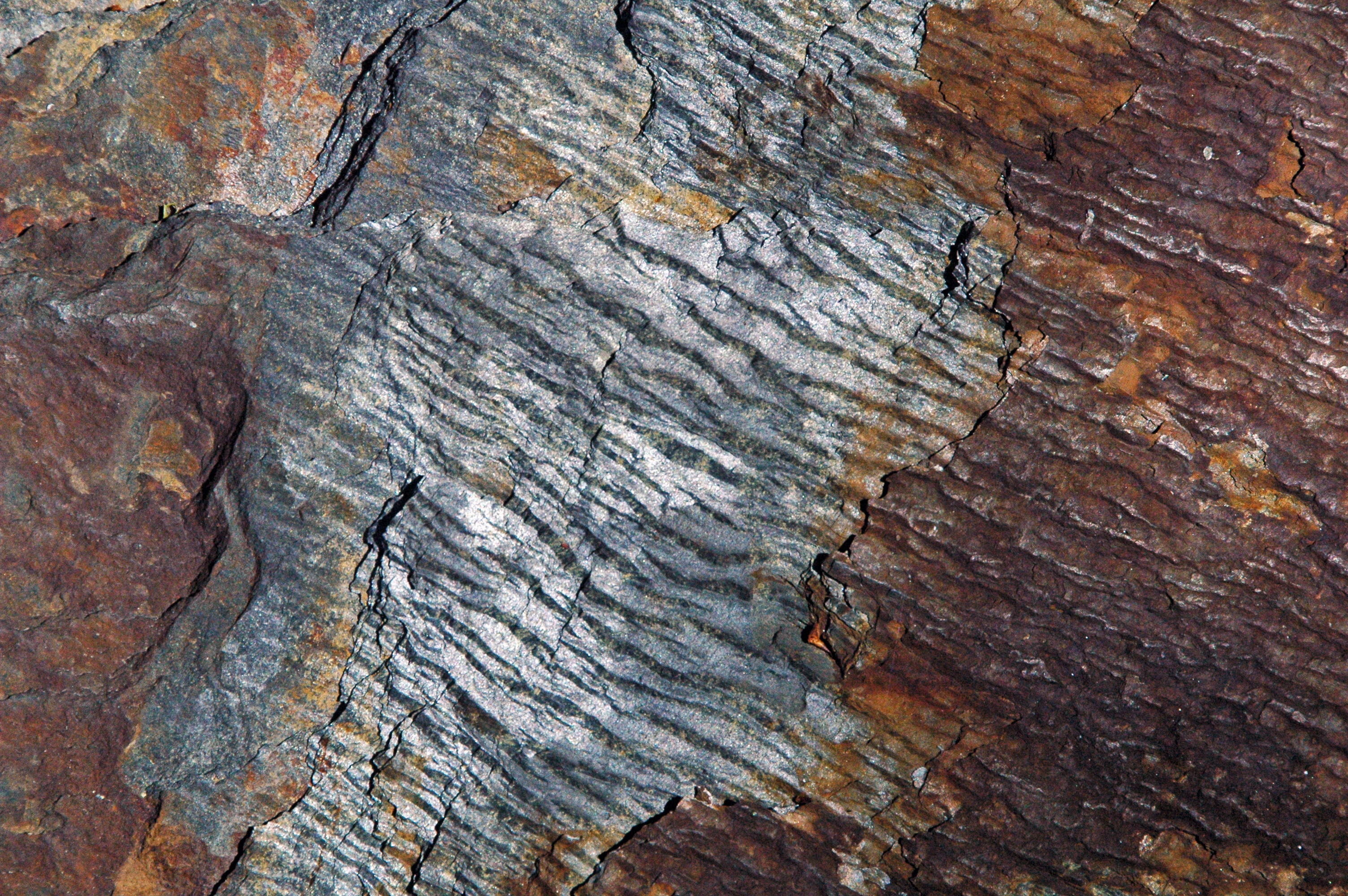
Filito com foliação deformada.

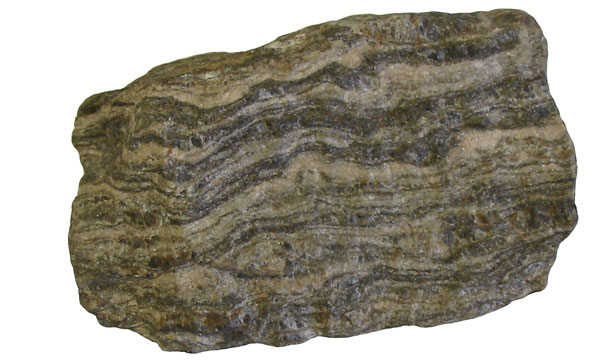
O gneiss é um tipo de rocha que apresenta foliação mas não tem clivagem bem definida.

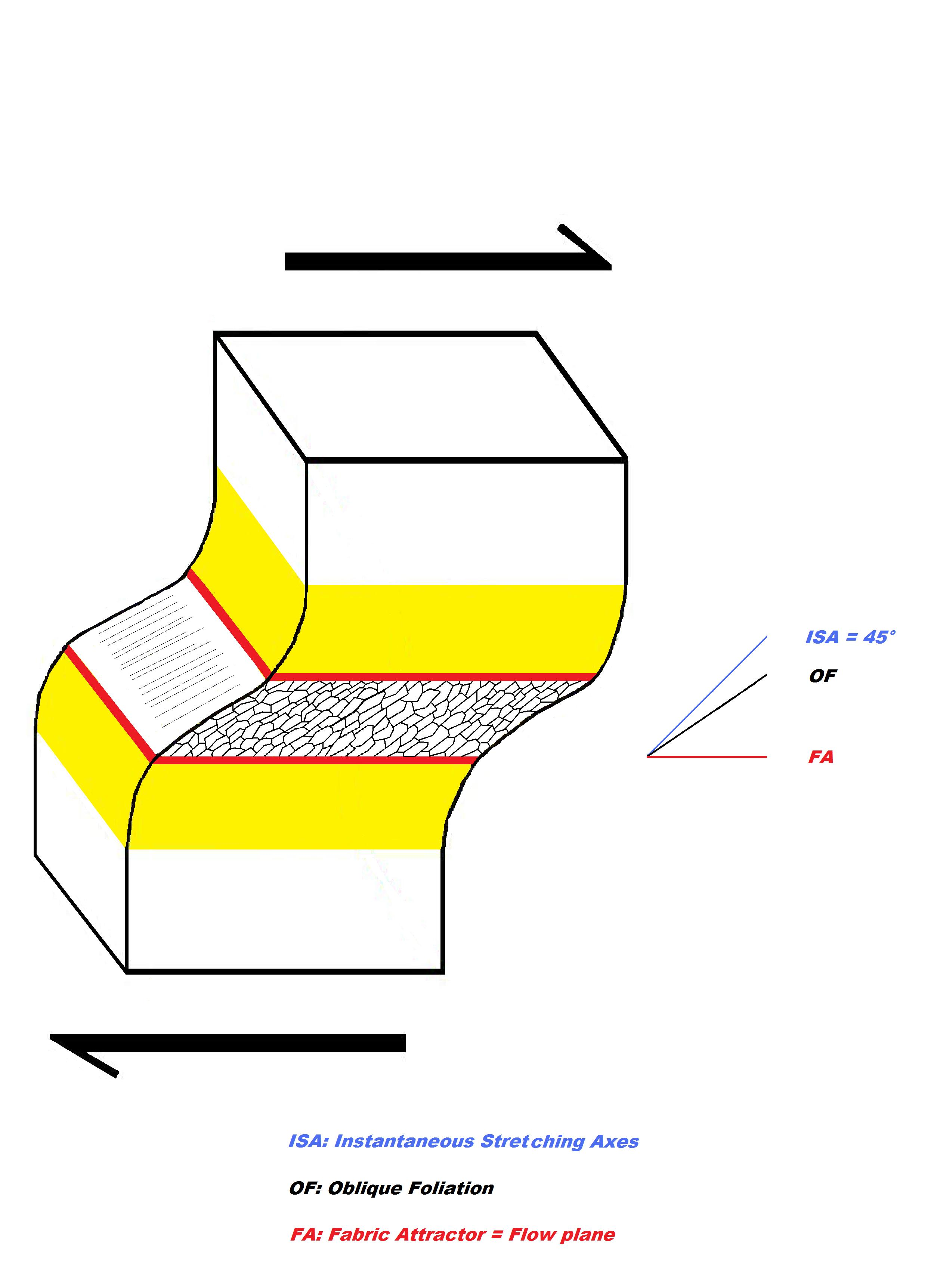
Diagrama mostrando uma camada rica em quartzo desenvolvendo foliação oblíqua numa zona de cisalhamento dextral.

Foliação é um termo genérico para designar a disposição plana e paralela de minerais ou agregados minerais presentes de forma difusa ou penetrante numa rocha. Esta caraterística pode ter origem em várias formas que nem sempre são fáceis de distinguir, pelo que o termo «foliação» é considerado descritivo. No entanto, a foliação está geralmente associada ao processo de metamorfismo,  pelo que a designação foliação metamórfica é usada para designar a estrutura metamórfica resultante de esforços compressionais, originando planos paralelos ("folhas") de diversos tipos. A foliação é uma caraterística mesoscópica, ou seja, é em grande parte visível a olho nu, mas certos aspectos são microscópicos.

## Descrição
A foliação pode ser classificada de acordo com a existência ou não de clivagem e, em caso afirmativo, pelo tipo de clivagem. Rochas com camadas composicionais semelhantes a estratificação, como o gneiss, são um exemplo de rochas foliadas sem clivagem.
Distinguem-se dois tipos principais de clivagem, dependendo do facto de os microlitons (fatia de rocha metamórfica com espessura normalmente centimétrica situada entre planos de clivagem discretos) serem visíveis a olho nu (clivagem disjuntiva) ou não (clivagem contínua):
- Clivagem contínua
  - Ardósia
  - Estrutura filítica
- Clivagem disjuntiva
  - Clivagem espaçada
  - Clivagem espaçada
  - Clivagem de crenulação
  - Clivagem de crenulação discreta

As diaclases não são normalmente consideradas como foliação porque são demasiado espaçadas entre si.
O equivalente linear da foliação é a lineação. É comum que um ou dois sistemas de lineação sejam visíveis num plano de foliação, contudo ocorre, embora seja raro, que uma rocha portadora de lineação não tenha foliação.
Consoante a sua origem, a foliação pode ser primária ou secundária.

### Foliação primária
Foliações primárias são aquelas que se formam à medida que as rochas ígneas arrefecem ou à medida que os sedimentos são depositados. Um exemplo de foliação primária é o fluxo bandeado (flow banding) visto em algumas rochas produzidos pelo arrefecimento do magma.
Em sedimentos e rochas sedimentares, as estratificações finas também são um tipo de foliação primária. A estratificação é por vezes facilmente observada em rochas metamórficas de grau metamórfico baixo, no entanto, em graus mais elevados é difícil, se não impossível, identificar este tipo de característica devido à transposição de microlitons, recristalização ou algum outro processo que tenha obliterado a estratificação.
Durante a diagénese a compactação de um sedimento pode foliar o sedimento dando origem à foliação diagenética. Sedimentos ricos em argila ou pelíticos são propensos a este tipo de foliação.

### Foliação secundária (ou foliação metamórfica)
As foliações secundárias são aquelas que se formam mais tarde, como são, por exemplo, muitas das foliações observadas em rochas metamórficas. A foliação secundária é frequentemente considerada como sendo o produto da deformação dúctil, mas isso nem sempre é o caso. A maioria das foliações secundárias são foliações tectónicas que se originam como produto de tensões tectónicas. Estas foliações podem corresponder a xistosidade, clivagens, foliações miloníticas e bandamento gnáissico.
Toda a foliação metamórfica é constituída em planos que são, entretanto, muitas vezes, dobrados, transpostos e amarrotados por eventos de deformações superimpostas àquela que originou a foliação. Nas rochas metamórficas, a foliação depende em grande parte da mineralogia da rocha-mãe e do grau de metamorfismo:
- Clivagem ardosiana — minerais planares e baixo grau de metamorfismo (por exemplo, a ardósia);[20]
- Xistosidade — grau médio-alto de metamorfismo (por exemplo, o xisto);
- Bandamento gnáissico — grau de metamorfismo elevado, com segregação de minerais em camadas (por exemplo, o gneiss).

Num mesmo evento de deformação, uma rocha antes homogénea em termos de estrutura interna pode desenvolver diferentes tipos de foliação com orientações variadas. A foliação formada numa zona de tensão de corte progressiva tipicamente não é imputável a um momento particular na história de deformação do maciço rochoso.
Exemplos de foliação metamórfica são a clivagem ardosiana, a xistosidade, a clivagem de crenulação, a formação de bandas de segregação metamórfica e a orientação preferencial de componentes originais da rocha, como oólitos, pellets, concreções, bombas e outros fragmentos vulcânicos. Outra forma de foliação metamórfica é a presença de clastos comprimidos e achatados paralelamente e o aparecimento de variações composicionais ou granulométricas em bandas paralelas originadas ou modificadas por processos de cataclase e de deformação metamórfica.

### Foliação secundária e dobragem
Considera-se que as mesmas tensões que produzem a dobragem podem também produzir a foliação e vice-versa. Em geral, a orientação da foliação tende a coincidir com o plano axial da dobragem, ou pelo menos ser sub-paralela. Quando a foliação é subparalela, ela pode ter uma disposição em leque em torno do plano axial de dobramento, convergindo ou divergindo em direção à carnelação.
A foliação associada à mesma dobragem pode variar em orientação dependendo do tipo de rocha (litologia) em que se desenvolve. Esta mudança de acordo com a litologia é chamada refração.
Onde houve intensa deformação, algumas dobras têm os flancos deformados de tal forma que se afinam e convergem com a foliação até desaparecerem. Tais dobras são conhecidas como dobras intrafoliais desenraizadas. Se os flancos se mantêm, embora finos, unindo várias charneiras, são denominadas dobras desenraizadas.